# Саллі Морган
Саллі Джейн Морган (англ. Sally Jane Morgan; нар. 18 січня 1951, Перт, Західна Австралія) — австралійська письменниця, драматургиня і художниця. Роботи Морган виставлені в численних приватних і державних колекціях в Австралії і в усьому світі.

## Дитинство
Народилась у Перті (Західна Австралія) і є найстаршою з 5 дітей. Вона виховувалася матір'ю і бабусею. Її батько помер після довготривалої боротьби з посттравматичним стресом, який розвинувся після війни. Бувши дитиною, Морган почала усвідомлювати, що вона відрізнялась від інших дітей у школі через її «небілу» зовнішність, та інші діти часто запитували Морган про її сімейне походження. Її мати ніколи не розказувала їй, що вона абориген Австралії, а замість цього говорила, що вона індіанка. Зі слів матері вона зрозуміла, що її предки були родом з Індії. Однак, коли Морган виповнилось 15 років, вона дізналася, що вона і її сестра є насправді представниками корінного населення з племені Палку (або Баілгу) з австралійського регіону Пілбара.

## Автор
Історія, як вона відкрила минуле сім'ї, розказана в біографії 1987 року "Моє місце" (My Place), яка розійшлася тиражем понад півмільйона копій в Австралії. Крім того, вона була опублікована в Європі, Азії та Сполучених Штатах.
Твердження, висловлені в цій книзі є предметом суперечки з Джудіт Дрейк-Брокман, дочкою Хаудена Дрейк-Брокмана. Версія подій Джудіт детально викладена в її книзі «Вонгі Вонгі» (Wongi Wongi). У 2004 році вона стала вимагати, щоб Саллі Джейн Морган пройшла тест на ДНК, щоб довести її твердження, що Хауден є батьком Дейзі, бабусі Морган, а потім здійснив інцест з Дейзі та став батьком Гледіс — матері Саллі Морган. У статті «Моє місце — зрада довіри» (My Place — a Betrayal of Trust) автор Тоні Томас стверджує, що Морган і видавець Рей Коффей з видавництва Центр мистецтв міста Фрімантл разом оглянули книгу «Моє місце», щоб переконатись, що її можна випускати на ринок, враховуючи твердження, які заперечувала Дрейк-Брокман.
Друга книга Саллі Морган «Wanamurraganya» була біографією її діда. Вона також співпрацювала з художником і ілюстратором Бронвином Банкрофтом в написанні дитячих книжок, в тому числі книги «Дідусь Дена» (Dan's Grandpa) (1996).
Морган є директором Центру корінної історії та мистецтв в Університеті Західної Австралії. Вона отримала кілька нагород: книга «Моє місце» виграла гуманітарну премію Комісії з прав людини і рівних можливостей в 1987 році, її наукова література в 1988 році отримала літературну премію Тижня Західної Австралії, і в 1990 році отримала відзнаку Орден Австралійської книги. У 1993 році міжнародні історики мистецтва вибрали гравюру Морган «Пустка» (Outback) як одну з 30 картин і скульптур для відтворення на марках на честь святкування Загальної декларації прав людини.